# 서울 지장암 명부전 목조지장보살좌상 및 복장유물
서울 지장암 명부전 목조지장보살좌상 및 복장유물(서울 地藏庵 冥府殿 木造地藏菩薩坐像 및 服藏遺物)은 서울특별시 종로구 창신동, 지장암에 있는 조선시대의 불상 및 복장유물이다. 2012년 3월 22일 서울특별시의 유형문화재 제327호로 지정되었다.

## 개요
이 불상은 높이가 130cm나 되는 대작으로, 1664년에 천일 대선사가 대화사가 되어 창건주 정현과 함께 조성한 불상으로, 조각승 녹원이 수화승이 되어 17명의 조각승과 함께 고흥 능가사에서 제작한 수작이다.
이 불상은 1644년 조성기와 1742년 중수기가 남아 있어 발원자는 물론 조성시기와 조각승, 봉안사찰 및 중수사실 등을 확실하게 알 수 있어 조선후기 불교 조각사 연구의 중요한 자료가 된다.

## 같이 보기
- 지장암

## 참고 자료
- 지장암 명부전 목조지장보살좌상 및 복장유물 - 국가유산청 국가유산포털